# Folklore (jeu vidéo)
Pour les articles homonymes, voir Folklore (homonymie).
Folklore, appelé FolksSoul -Ushinawareta Denshō- (FolksSoul -失われた伝承-) au Japon, est un jeu vidéo de type action-RPG développé par Game Republic en collaboration avec Gaia et édité par Sony Computer Entertainment, sorti en  2007 sur la console PlayStation 3.

## Synopsis
Folklore met en scène Ellen, une jeune étudiante timide et orpheline; et Keats, un journaliste de nature sceptique qui écrit pourtant pour un magazine ésotérique intitulé "Royaumes inconnus".
 L'intrigue débute lorsqu'Ellen reçoit une lettre de sa mère, décédée 17 années auparavant. La lettre adressée à la jeune fille lui demande de se rendre à Doolin, un village sur la côte ouest irlandaise, à l'occasion du Samhain. Elle décide d'honorer le rendez-vous. Une fois sur place, elle fait la rencontre de Keats. Lui a été attiré dans la minuscule bourgade après avoir reçu un mystérieux appel téléphonique. Le petit village est isolé de tout, il n'y a plus de routes qui y mènent et même les pêcheurs désertent ses côtes. C'est dans ce contexte étrange que tragédies présentes et passées vont se mêler, révélant des secrets enfouis depuis 17 ans.

## Système de jeu
Ellen et Keats évoluent dans deux mondes parallèles : le monde réel (à savoir le village de Doolin) et le monde des morts (les Royaumes du Neitherworld). 
 Dans le village, le joueur devra essentiellement parler aux habitants afin de faire avancer le scénario. Dans les Royaumes, le jeu est axé surtout sur l'action : gagner de l'expérience, obtenir, combattre et faire évoluer des Folks.  L'histoire est découpée en chapitres, et le joueur peut choisir d'incarner Ellen ou Keats au début de chaque chapitre. Le déroulement du scénario ne change pas en fonction du personnage que l'on décide d'incarner, en revanche les chapitres varient quelque peu de par le fait que la vision de chacun des deux personnages est différente. Les quêtes annexes sont propres à chaque personnage, ainsi que quelques Folks. 

### Les Royaumes du Neitherworld
Le Neitherworld est le monde des morts, où vivent également les Faerys et les Folks. Le Neitherworld est divisé en sept sous-mondes, chacun comportant un "boss", le Folklore. 
- Le Royaume des Faerys
- Warcadia
- La Cité Engloutie
- Le Corridor Infini
- Helrealm
- Le Centre du Neitherworld

### Les folks
Ellen et Keats ne sont pas armés mais utilisent les Folks.
 Les Folks sont des créatures présentes dans les Royaumes du Neitherworld. Le joueur doit se servir du système de détection de mouvement de la manette Sixaxis et DualShock 3  lors des combats afin de capturer les esprits des Folks qu'il rencontre. Les esprits des Folks capturés sont utilisés à des fins offensives, pour combattre et attraper d'autres Folks. Chaque Folk possède des caractéristiques qui lui sont propres, (attaques, élément, personnalité).

## Accueil de la presse
Folklore a reçu des appréciations positives mais partagées dans la presse. Le magazine japonais Famitsu lui attribue la note de 33/40, le magazine anglais Edge la note 5/10 et le site américain IGN la note de 9.0. Ce dernier lui a décerné un « Best of E3 2007 Award » dans la catégorie RPG sur PlayStation 3.

## À noter
- Durant son développement, le jeu fut aussi appelé Monster Kingdom: Unknown Realms et Unknown Realms.
- Doolin est le nom d'un véritable village situé en Irlande.